# Palpada xanthosceles
Palpada xanthosceles är en tvåvingeart som beskrevs av Thompson 1981. Palpada xanthosceles ingår i släktet Palpada och familjen blomflugor.
Artens utbredningsområde är Dominica. Inga underarter finns listade i Catalogue of Life.